# Medalha de Mérito da Região Autónoma da Madeira
A Medalha de Mérito da Região Autónoma da Madeira é a insígnia mais alta daquela região autónoma, território de Portugal. A medalha é atribuída pela Assembleia Legislativa Regional da Madeira às «entidades singulares ou colectivas, públicas ou privadas, nacionais ou estrangeiras, em vida ou a título póstumo, que tenham prestado assinaláveis serviços à Região ou que, por qualquer outro motivo, a Região entenda dever distinguir» (artigo 2.º do Decreto Regional n.º 3/79/M). 

## História
A medalha foi criada pelo Decreto Regional n.º 3/79/M, publicado em 24 de março de 1979, em vigor desde 25 de março. 

## Processo de atribuição
A decisão da atribuição é tomada por deliberação da Comissão Permanente da Assembleia Legislativa, sob proposta «de qualquer dos órgãos de soberania da República, do Governo Regional ou de qualquer Deputado» (artido 3.º, n.º 1, do Decreto Regional n.º 3/79/M) e após «parecer da Presidência do Governo Regional ou da Secretaria Regional competente, conforme o âmbito da tutela da matéria considerada, bem como de outras entidades de reconhecida competência e idoneidade na questão equacionada» (artigo 3.º, n.º 2). A pedido de qualquer deputado, pode haver recurso da votação para o plenário da Assembleia. 
A medalha é entregue pelo presidente da Assembleia Legislativa, «em ato solene, segundo formalismo a definir em cada caso pela Comissão Permanente» (artigo 6.º). 

## Descrição
O modelo da medalha tem de respeitar os seguintes requisitos (artigo 8.º, n.º 2): ser de prata, ter cordão em filigrana de prata e conter, no seu reverso, a cruz da Ordem de Cristo (presente na bandeira e no brasão de armas da Madeira) e as expressões «Região Autónoma da Madeira» e «República Portuguesa».

## Lista de agraciados
Até hoje, a medalha só foi atribuída a sete personalidades, cinco delas naturais do arquipélago (Ornelas Camacho, Emanuel Rodrigues, Ronaldo, João Jardim e Tolentino Mendonça) e duas naturais de Portugal Continental (Sá Carneiro e Francisco Santana).
| Retrato | Nome                      | Data da atribuição     | Notas |
| ------- | ------------------------- | ---------------------- | --- |
|         | Francisco Antunes Santana | 1 de junho de 1982     | Foi bispo do Funchal entre 1974 e 1982. A medalha foi atribuída a título póstumo e entregue ao cónego Agostinho Gomes, vigário-geral da diocese. |
|         | Francisco Sá Carneiro     | 1982                   | Foi primeiro-ministro no VI Governo Constitucional. A medalha foi atribuída a título póstumo e entregue ao seu filho mais velho.                 |
|         | Jaime Ornelas Camacho     | 2001                   | Foi o 1.º presidente do Governo Regional da Madeira.                                                                                             |
|         | Emanuel Rodrigues         | 2001                   | Foi o 1.º presidente da Assembleia Legislativa Regional da Madeira.                                                                              |
|         | Cristiano Ronaldo         | 21 de dezembro de 2014 | [ 9 ] [ 10 ] |
|         | Alberto João Jardim       | 4 de junho de 2018     | Foi presidente do Governo Regional durante 37 anos, entre 1978 e 2015.                                                                           |
|         | José Tolentino Mendonça   | 23 de dezembro de 2019 | O padre e poeta madeirense foi investido cardeal em outubro de 2019 pelo papa Francisco.                                                         |